# FANOE
FANOE ist eine Alternative- und Synth-Rock-Band aus Zürich. Der Bandname ist gleichzeitig der Nachname des Sängers und Komponisten der Band Klaus Fanoe, dessen Vorfahren von der gleichnamigen dänischen Insel Fanø stammen.

## Geschichte
FANOE wurde 2005 von Klaus Fanoe (Gesang und Gitarre) gegründet. Feste Mitglieder sind Diana Perola (Bass), Ari Rossi (Leadgitarre) und Marco Trachsel (Schlagzeug).
Musikalisch wurde FANOE von Rockgruppen der 1990er Jahre wie Jane’s Addiction, Tool, Nine Inch Nails und Kyuss beeinflusst. Die Musik zeichnet sich durch den Einsatz von elektronischen Perkussionselementen, Synthesizern und Klang-Effekten im Zusammenspiel mit den herkömmlichen Rockinstrumenten wie Gitarre, Bass und Schlagzeug aus. Die elektronischen Elemente werden live vom Sampler produziert.
FANOE ist als Vorband von international bekannten Künstlern wie The Sisters of Mercy, Deftones, The Young Gods, Dir En Grey, Project Pitchfork, Letzte Instanz aufgetreten. Mit dem Auftritt beim Wave Gotik Treffen in Leipzig 2006 und Interviews und Rezensionen in Musikmagazinen wie z. B. Visions, Orkus, Zillo, Sonic Seducer, Nachtaktiv wurde FANOE auch in der deutschen Alternative- und Schwarzen Szene bekannt.

## Diskografie

### Alben
- 2005: Empire Dirt
- 2008: Down to Heaven
- 2010: Full Speed Ahead

### Beiträge zu Kompilationen
- 2003: Interbreeding Industrial Cyberlords (Lied Every Inch)
- 2006: Zillo Scope New Signs & Sounds (Lied Mistress)
- 2006: Pfingstbote – Künstler zum 15 Wave-Gotik-Treffen Pfingsten 2006 (Lied Naked)
- 2007: Aderlass Vol.5 (Lied Mistress)
- 2007: Get the Bombs of Music Volume 01 (Lied Skin and Bones)
- 2008: Aderlass Vol. 6 (Lied I Am)
- 2010: Visions All Areas Vol 117 (Lied Only You)